# Третьяков, Сергей Михайлович (поэт)
Серге́й Миха́йлович Третьяко́в (8 (20) июня 1892, Гольдинген — 10 сентября 1937, Москва) — русский и советский публицист, драматург и поэт-футурист, сценарист.

## Биография
Отец — Михаил Константинович Третьяков, преподаватель. Мать — Елизавета Эммануиловна (урождённая Эльфрида Меллер), из лютеранской семьи немецко-голландского происхождения. Сергей Третьяков в 1915 году окончил юридический факультет Московского университета. В 1919—1922 годах жил и работал во Владивостоке, Пекине, Харбине, Чите. Участник Гражданской войны на Дальнем Востоке.
Начал печататься в 1913 году; входил в московскую группу эгофутуристов «Мезонин поэзии». Во Владивостоке был членом группы футуристов «Творчество», сотрудничал в газетах «Красное знамя», «Дальневосточное обозрение», «Дальневосточная трибуна», журналах «Творчество», «Окно», «Неделя» и др. Первая книга стихов «Железная пауза» вышла в 1919 году во Владивостоке. В Харбине печатался в журнале «Окно». Состоял в партии социалистов-революционеров. 25 июня (8 июля) 1917 года был избран по новому демократическому закону о выборах гласным Московской городской думы.
В 1922 году в Чите вышли поэтические сборники «Ясныш» (1922) и «Путёвка» (1921).
В 1922 году приехал в Москву, работал в рабфаковских литобъединениях, в ГосТиМе, на сцене которого Всеволод Мейерхольд поставил его пьесу «Рычи, Китай!», и в Первом рабочем театре Пролеткульта, в котором его пьесы ставил С. М. Эйзенштейн. В 1924—1925 годах читал лекции по русской литературе в Пекинском университете. В 1925 году был председателем художественного совета первой Госкинофабрики. Один из создателей и лидеров группы «ЛЕФ», он редактировал журнал «Новый Леф» после ухода Маяковского (пять последних номеров за 1928 год).
В 1930—1931 годах побывал в Германии, Дании и Австрии, завязал тесные контакты со многими деятелями культуры, в том числе с Э. Пискатором и Б. Брехтом, — С. Третьяков был одним из первых переводчиков Брехта на русский язык.
В 1937 году арестован и расстрелян в Москве. Реабилитирован 26 февраля 1956 года ВКВС СССР.

## Семья
Супруга: Ольга Викторовна Третьякова (1895–1973). Арестована в 1937 году, как член семьи изменника родины.

## «Слова народные»
Песни на стихи Третьякова исполнялись и печатались и после его гибели с примечанием «слова народные», например финальная песня из кинофильма «Песнь о героях» (режиссёр Йорис Ивенс, композитор Ханс Эйслер).

## Творчество
Автор агитационных стихотворений и пьес «Непорочное зачатие» (1923), «Слышишь, Москва?!» (1923), «Противогазы» (1924), «Хочу ребёнка» (1927). Широкую известность имела основанная на реальных событиях поэма «Рычи, Китай!» (1926) о борьбе китайских портовых рабочих против британских колонизаторов. Роман на китайском материале «Дэн Ши-хуа» имеет подзаголовок «био-интервью». Выпустил книги о коллективизации — «Вызов» (1930) и «Тысяча и один трудодень» (1934).
В книге «Люди одного костра» (1936) рассказал о писателях, чьи произведения сжигались национал-социалистами: о Б. Брехте, Ф. Вольфе, Й. Р. Бехере, Т. Пливье, и о композиторе Г. Эйслере. В книге «Страна-перекрёсток» (1937) описал своё пребывание в Чехословакии в 1935 году.
В 1923 году написал свой первый сценарий на авиационную тему. Автор сценариев фильмов «Элисо» (1928; режиссёр Н. М. Шенгелая), «Соль Сванетии» (1930; режиссёр М. К. Калатозов), «Хабарда» (1931; режиссёр М. Э. Чиаурели).

## Сочинения
- Железная пауза, Стихи, 1919
- Ясныш. Стихи, 1919
- Ясныш. Стихи. Чита: Птач, 1922.
- Слышишь, Москва?!, 1924 (пьеса о Германии)
- Противогазы, 1924
- Итого. Стихи. Обл. А. Родченко. — М., 1924
- Самозвери, 1926
- Чжунго, 1927 (публицистические очерки о Китае)
- Речевик. Стихи. Обл. А. Родченко. — М., 1929
- Рычи, Китай!, 1930
- Вызов. М.: Федерация, 1930
- Дэн Ши-хуа. Био-интервью. Роман, 1930
- Месяц в деревне, 1931
- Тысяча и один трудодень, 1934
- Люди одного костра. Литературные портреты, 1936
- Страна-перекрёсток, 1937